# أوزوالدو تاوريزانو
أوزوالدو تاوريزانو (بالبرتغالية: Oswaldo Ponte Aérea‏) هو لاعب كرة قدم برازيلي في مركز الهجوم، ولد في 28 مايو 1936 في كامبيناس في البرازيل، وتوفي في 23 يوليو 2012. لعب مع نادي فلامنغو.

## وصلات خارجية
- أوزوالدو تاوريزانو على موقع ناشيونال فوتبول تيمز (الإنجليزية)